# 가케야마역
가케야마역(일본어: 佳景山駅)은 일본 미야기현 이시노마키시에 위치한 동일본 여객철도 이시노마키 선의 철도역이다. 단선 승강장 1면 1선의 구조를 갖춘 지상역이다.

## 역 주변
- 가난 농촌 환경 개선 센터

## 역사
- 1912년 10월 28일 : 센보쿠 게이벤 철도의 역으로서 개업.
- 1919년 4월 1일 : 센보쿠 게이벤 철도가 국철에 매수되어, 센보쿠 게이벤 선의 역이 됨.
- 1922년 9월 2일 : 노선명 변경으로 이시노마키 선의 역이 됨.
- 1982년 6월 7일 : 무인화.
- 1987년 4월 1일 : 일본국유철도 분할 민영화에 의해, 동일본 여객철도가 승계.

## 인접 역
| 이시노마키 선        | 이시노마키 선   | 이시노마키 선          |
| -------------------- | --------------- | ---------------------- |
| 마에야치 고고타 방면 | ■ 이시노마키 선 | 가노마타 오나가와 방면 |